# 霍尔迪·加利
霍尔迪·加利（Jordi Galí，1961年1月4日—），西班牙宏观经济学家，新兴凯恩斯学派的代表人物之一。他现在是国际经济学研究中心（Centre de Recerca en Economia Internacional）主席。

## 生平
1961年生于西班牙巴塞罗那，1989年于麻省理工学院取得博士学位后，他曾于哥伦比亚大学和纽约大学任教。